# White Nights – Die Nacht der Entscheidung
White Nights – Die Nacht der Entscheidung ist ein im Jahr 1985 veröffentlichtes Filmdrama von Taylor Hackford. In diesem Tanzfilm mit Mikhail Baryshnikov, Gregory Hines, Isabella Rossellini und Jerzy Skolimowski geht es um einen exil-russischen Tänzer (Mikhail Baryshnikov), für den ein Alptraum wahr wird: Nachdem er sich vor Jahren in den Westen abgesetzt hatte, gelangt er durch eine Notlandung eines Flugzeugs unfreiwillig wieder in die Sowjetunion zurück, wo er von einem KGB-Agenten (Jerzy Skolimowski) als Nikolai (Kolya) Rodchenko identifiziert wird. Der KGB-Agent versucht Nikolai zu überzeugen, wieder in der Sowjetunion zu tanzen.

## Hintergrund
Hintergrund des Films war: Was würde passieren, wenn ein international bekannter russischer Balletttänzer, ein Überläufer in den Westen, sich selbst in Russland wiederfinden würde?
Der Hauptdarsteller Mikhail Baryshnikov, der Nikolai Rochenko, einen aus der Sowjetunion geflüchteten Balletttänzer darstellt, spielt im Film eigentlich seine eigene Lebensgeschichte nach. Er selber flüchtete nämlich im Jahr 1974 während einer Tournee durch Kanada und beantragte daraufhin politisches Asyl in den USA.

## Handlung – Kurzfassung
Nikolai Rodchenko ist ein aus der Sowjetunion geflohener Balletttänzer. Auf einem Flug von den USA nach Japan muss das Flugzeug in Sibirien notlanden. Der KGB-Funktionär Chaiko (Jerzy Skolimowski) entdeckt Nikolai, der während der Notlandung noch seinen US-amerikanischen Pass zerrissen hatte, unter den Passagieren. Er lässt ihm keine andere Wahl, als die Rückkehr in seine Heimat offiziell bekanntzugeben, andernfalls ließe Chaiko ihn für immer in einem sibirischen Arbeitslager verschwinden. Der in Russland lebende Steptänzer und Vietnam-Deserteur Raymond (Gregory Hines) und dessen Frau Darya (Isabella Rossellini) sollen Nikolai bei seiner Entscheidung helfen. Zum Schein geht Nikolai auf Chaikos Vorschlag ein, doch gemeinsam mit Raymond und Darya bereitet er in seiner alten Heimatstadt Leningrad eine verwegene Flucht in den Westen vor.

## Filmverlauf

### Kolya im Asyl in den USA
Der Film beginnt in den USA, wo man Kolya in der Aufführung des Ballettstücks Le jeune homme et la mort (von Roland Petit) sieht. Nach der Vorstellung trifft Kolya in seiner Garderobe seine Managerin Anne Wyatt. Beide beraten den nächsten Auftritt in Tokio.
Während des Fluges mit einer Boeing 747 nach Tokio über den Pazifischen Ozean fällt plötzlich das Licht aus, nachdem im Cockpit ein Feuer ausgebrochen ist. Nach der Durchsage wegen der bevorstehenden Notlandung springt Kolya auf und rennt zur Toilette, in der er seinen Pass zerreißt und hinunterspült.
Nach der Landeerlaubnis für den Militärflugplatz Norilsk in Sibirien geht das Flugzeug in den Sinkflug. Beim Anflug wird der Crew klar, dass die Landebahn zu klein ist und eine Notlandung unumgänglich ist. Kolya versucht währenddessen, zurück zu seinem Sitzplatz zu kommen. Dies gelingt ihm aber nicht mehr rechtzeitig und er wird von einem Koffer getroffen, der ihm eine Kopfverletzung zufügt.
In der nächsten Szene sieht man, wie General Chaiko durch den Flur des Krankenhauses läuft und von einem Genossen Informationen über das Flugunglück bekommt. Als er nach der Person fragt, die keinen Pass besitzt, bekommt er eine Tüte gereicht, die er in seiner Mütze ausleert.
Er befiehlt dem Genossen sich mit Moskau in Verbindung zu setzen.
Danach betritt Chaiko das Krankenzimmer von Kolya, den er auf Englisch anspricht, von dem er aber keine Antwort bekommt. Auf die Frage, ob er ihn nicht verstehe, antwortet Kolya auf Französisch, dass er Franzose sei und mit der französischen Botschaft reden möchte. Darauf fragt Chaiko ihn, ob er nochmals übergelaufen wäre und wirft ihm seinen zerrissenen Pass aufs Bett. Kolya fragt nach einer Zigarette und wird von Chaiko auf Russisch in seiner Heimat begrüßt.
In der nächsten Szene, die in der fiktiven sibirischen Stadt „Oleniyn“ spielt, sieht man Raymond, einen aus den USA geflüchteten Vietnam-Deserteur. Der Afro-Amerikaner, der in der Sowjetunion Asyl beantragte, spielt gerade ein Theaterstück. Nach dem Auftritt trifft er hinter der Bühne auf seine Frau Darya. Gleich darauf erscheint General Chaiko, der Raymond geholfen hat, nach dem Übertritt in die UdSSR eine Einstellung als Stepptänzer zu erhalten. Er bietet Raymond an, nach Moskau kommen zu können, wenn er Kolya dazu brächte, wieder in der Sowjetunion zu tanzen.

### Chaiko versucht Kolya wieder zum Tanzen in der UdSSR zu bewegen
Kolya wacht im Haus von Raymond auf und glaubt zunächst, dieser sei ein amerikanischer Botschafter. Kolya beschuldigt die beiden, KGB-Agenten zu sein, was sie abstreiten. Er fragt, ob er unter Arrest stehe, was Raymond und Dascha ebenfalls verneinen. Kolya bekommt von Raymond eine Jacke zugeworfen und geht aus dem Haus. Nach einiger Zeit verfolgt Raymond ihn.
Kolya rennt durch verlassene Straßen, heimlich verfolgt von Raymond, und kommt schließlich zum Rathaus, in dem er ein Telefon findet. Einen Anruf kann Raymond gerade noch verhindern.
Zurück im Haus essen Raymond, Kolya und Dascha zu Abend. Nach dem Essen betrinkt sich Raymond und redet über seine Vergangenheit in Harlem, N.Y., über das Steppen und davon, dass Uncle Sam ihn nur wollte, damit er Menschen töten sollte. Danach bricht er heulend zusammen und beschimpft Kolya, der nichts über Amerika wisse. Daraufhin verlässt dieser den Tisch, um sich schlafen zu legen.
Im Tagebau sitzt Raymond mit General Chaiko im Auto, der ihn über das abendliche, abgehörte Gespräch ausfragt. Er fragt Raymond, was er damit meinte, dass die USA ihn nur ausnutzen wollten, doch Raymond wiegelt damit ab, dass er betrunken gewesen sei. General Chaiko befiehlt, das Auto anzuhalten und beiden steigen aus. Chaiko spricht über die Arbeitsverhältnisse im Tagebau, als eher unverhohlener Drohung mit Zwangsarbeit.
Zurück in Raymonds Haus kommt Raymond herein und versucht Kolya dazu zu bewegen, wieder in der Sowjetunion zu tanzen und sagt ihm, dass alles so geblieben sei, wie es bei seiner Flucht gewesen war.
Kolya geht auf das Angebot ein, sagt aber, dass er zunächst die Ernsthaftigkeit des Angebots prüfen möchte und dazu in seine Heimatstadt Leningrad müsse.

### Leningrad
In der Stadt Leningrad, der ehemaligen Heimatstadt Kolyas, sitzen Raymond, Darja und Kolya mit General Chaiko im Auto und fahren durch die Millionenstadt. Die Fahrt führt am Kirow-Theater entlang und endet vor dem Eingang zu Kolyas alter Wohnung. In der Wohnung bietet Chaiko Kolya ein Studio, Auto und Essen an, wenn er in einem Theaterstück aufträte. Kolya sagt dazu aber nichts und geht durch seine Wohnung. Auf dem Weg zur Tür sagt Chaiko Raymond, dass er mit Kolya trainieren solle.
In dem Studio, in dem Kolya 20 Jahren zuvor trainierte, macht Raymond Kolyas Musikspieler an, aus dem amerikanische Rhythmen erklingen. Kolya fragt ihn, ob er dies nicht vermisse, doch Raymond verneint dies. Da Kolya nicht trainieren möchte, schließt Raymond mit ihm eine Wette: wenn Kolya 11 Pirouetten schaffe, bekäme er 11 Rubel, anderenfalls bekäme Raymond den Musikspieler. Kolya schafft diese Pirouetten (Anm.: die Filmszene ist Schnitt gefilmt), worauf ihm Raymond 11 Rubel zahlt.
Während Kolya das Geld zählt, kommt plötzlich Galina Iwanowa herein, mit der Kolya früher im Kirow-Theater tanzte. Die beiden unterhalten sich; aus dem Gespräch geht hervor, dass Kolya bei einem Auftritt in London im Westen geblieben war und Galina bei ihrer Rückkehr Repressalien erdulden musste. Im weiteren Gesprächsverlauf bittet sie Kolya, im Kirow-Theater neu anzufangen. Kolya lehnt dies ab, da er nicht ohne Freiheit leben könne. Er dreht die Musik auf und flüstert Galina zu, sie solle ihm helfen und sich mit der US-amerikanischen Botschaft in Kontakt setzen. Galina reagiert darauf wütend, weil er sich nicht geändert habe, und verlässt das Studio. Vor der Tür begegnet sie Raymond, an dem sie aber wortlos vorbeigeht. Kolya kommt aus dem Studio und trifft auf Raymond, der ihn nach Galina fragt, woraufhin Kolya antwortet, sie sei eine gute Tänzerin gewesen. Kolya sagt Raymond, er wolle erst einmal lange duschen und geht zurück ins Studio.
Unbemerkt von Raymond klettert Kolya aus dem Fenster, läuft über das Dach, klettert schließlich die Hauswand runter und steigt durch ein Fenster, in dessen Raum sich junge Balletttänzerinnen aufhalten. Er fragt sie, ob sie Frau Simjonowa einen Zettel geben könnten. Da sie Kolya aufgrund des gewollten Vergessens des Theaters und der Regierung nicht kennen, wollen sie diesen nicht annehmen. Stattdessen drängt ihn eine kleine Balletttänzerin mit einem Besen zurück zum Fenster, durch welches er auch wieder den Raum verlässt. Den Zettel zerreißt sie vor seinen Augen.
Im Leningrader Kirow hört man den bei den russischen Machthabern unbeliebten Liedermacher Vladimir Vysotsky, der Wählerische Pferde (кони привередливые) singt. Kolya tanzt vor Galina zur Musik von Vysotsky. Sie ist sehr angetan von seinem Tanz, in ihren Augen stehen Tränen. Sie spricht einen US-amerikanischen Diplomaten an und teilt ihm mit, dass Kolya sich in Leningrad aufhält. Die Diplomaten erklären sich bereit, seine Flucht zu organisieren. Es kommt zu einem letzten Treffen zwischen Galina und Kolya. Er fragt sie, ob sie mit ihm in London geblieben wäre, wenn er sie über seine Absichten verständigt hätte. Sie verneint dies.
In der Zwischenzeit bekommt Raymond Ärger mit Chaiko, nachdem dieser in Erfahrung gebracht hat, dass Kolya Raymonds Aufsicht entkommen konnte und versucht hatte, über die Ballettschülerinnen eine Nachricht zu versenden. Kolya tut im Folgenden so, als ob er Gefallen an Darya gefunden hätte und Raymond verachte. Der rassistische Unterton in seinen Bemerkungen findet bei Chaiko Gehör. Raymond erfährt, dass Darya schwanger ist und beschließt mit Kolya und Darya, gemeinsam die Flucht zu wagen. Dafür müssen sie die Wachen vor der Tür überrumpeln. Um Mitternacht sollen sie an der Greifenbrücke am Gribojedow-Kanal auf den amerikanischen Diplomaten Scott treffen. Allerdings schaffen es nur Kolya und Darya, unbemerkt aus dem Haus zu kommen. Sie fahren gemeinsam mit Scott Richtung amerikanischer Botschaft, stoßen aber wenige Meter vor dem Gebäude mit einem Wagen der Miliz zusammen. Kurz darauf trifft Chaiko selbst ein und versucht Kolya davon abzubringen, durch das Tor auf das Gelände der amerikanischen Botschaft zu gelangen, wo sich Kolyas Managerin, Pressevertreter und weitere Gäste eines extra einberufenen Empfangs aufhalten. Kolya gelingt es, seinen Kontrahenten davon zu überzeugen, dass die Presse nur darauf wartet, Bilder mit Gewaltszenen zu erhaschen. Chaiko lenkt ein und tut so, als ob die Übergabe auf seine Initiative hin stattfindet, erinnert Kolya aber daran, dass er Raymond in seiner Hand hat und rät ihm deshalb zu sagen, er sei in der Sowjetunion gut behandelt worden. Raymond wird inhaftiert, kommt jedoch durch einen Agentenaustausch frei und sieht schließlich seine Frau und Kolya wieder.

## Synchronisation
Die deutsche Synchronisation entstand unter der Dialogregie von Michael Richter im Auftrag der Deutschen Synchron Filmgesellschaft mbH, Berlin.
| Rolle                      | Darsteller          | Sprecher                 |
| -------------------------- | ------------------- | ------------------------ |
| Nikolai „Kolya“ Rodchenko  | Mikhail Baryshnikov | Joachim Tennstedt        |
| Raymond Greenwood          | Gregory Hines       | Ulrich Gressieker        |
| Oberst Chaiko              | Jerzy Skolimowski   |                          |
| Galina Iwanowa             | Helen Mirren        | Sonja Deutsch            |
| Anne Wyatt                 | Geraldine Page      | Tilly Lauenstein         |
| Darja Greenwood            | Isabella Rossellini |                          |
| Wynn Scott                 | John Glover         | Frank Glaubrecht         |
| Captain Kirigin            | Stefan Gryff        |                          |
| Chuck Malarek              | William Hootkins    | Engelbert von Nordhausen |
| US-Botschafter Larry Smith | Shane Rimmer        | Heinz Theo Branding      |

## Auszeichnungen
- Oscar für Say You, Say Me als bester Filmsong von der Award of the Academy of Motion Pictures Arts and Sciences 1985.
- Golden Globe für Say You, Say Me als bester Filmsong von der The Hollywood Foreign Press Association Award 1985.

## Trivia
- Da sich das Studio die Miete für eine 747 nicht leisten konnte, ist die im Film gezeigte Maschine der erfundenen Fluggesellschaft British Orient in Wirklichkeit eine 707. Die Produktionsfirma kaufte sie für 70.000 $ von einer Fluggesellschaft aus Costa Rica, die wie viele andere zur Zeit der Energiekrise Mitte der 80er Jahre Flugzeuge unter dem Listenpreis abgeben musste. Im Vergleich dazu kostete das Kerosin für die Flugszene 50.000 $. Für die Notlandung bekam das Flugzeug einen künstlichen Aufsatz am vorderen Teil des oberen Rumpfes und Veränderungen am Heck.
- An den Wänden der Wohnung von Raymond und Darya Greenwood in Sibirien sind Poster von Martin Luther King und Malcolm X aufgehängt sowie Albumcover von A Love Supreme von John Coltrane und What’s Going On? von Marvin Gaye in der Wohnung.
- Die Rolle des KGB-Agenten Chaiko sollte auf Wunsch Taylor Hackfords eigentlich von Miloš Forman gespielt werden, der ein Freund von Michail Baryschnikow ist, aber zur gleichen Zeit damit beschäftigt war, seinen jüngsten Film Amadeus zu verkaufen und somit nicht zur Verfügung stand. Daraufhin kam Hackford auf seinen Freund Jerzy Skolimowski, einen polnischen Regisseur, der zusagte, die Rolle zu spielen.
- Bei der „Notlandung der 747“ auf einer sibirischen Militärbasis in „Norilsk“ – Drehort war der damalige Militärflugplatz Machrihanish in Schottland – wurde das Flugzeug zerstört, als es ein Haus streifte und eine Tragfläche verlor.
- Während der Dreharbeiten lernte Taylor Hackford seine Frau Helen Mirren kennen.
- Die Lieder Separate Lives von Phil Collins und Marilyn Martin sowie Say You, Say Me von Lionel Richie erreichten beide die Spitzenposition der Billboard Hot 100.

## Kritik
- Zoom: Schön gefilmter Tanzfilm.[3]
- Lexikon des Internationalen Films: Überkonstruierter melodramatischer Film um die Freiheit von Tanz und Musik als kreativen Ausdrucksformen; nur in wenigen Momenten dicht inszeniert, verliert sich der Film weitgehend in üblichen Klischeebildern und modischen Versatzstücken.[4]